# Cordstreifen
Cordstreifen, auch als Mikrostreifen oder als „Cording“ bezeichnet, sind im Nass-Offsetdruck auftretende Druckfehler, die durch ungleichmäßige Feuchtmittelverteilung auf der Druckplatte verursacht werden.
Gerade im Filmfeuchtwerk, das häufig in Offsetdruckmaschinen verwendet wird, entstehen bei bestimmten Drehzahlen wellenähnliche Streifen in Umfangsrichtung, die direkt auf den Feuchtwerkswalzen zu beobachten sind. Der auf die Druckplatte übertragene Feuchtfilm ist damit nicht mehr gleichmäßig, was sich, je nach Sujet, als helle Streifen im Druckbild bemerkbar macht. Durch Einsatz von Additiven wie Isopropylalkohol oder chemischen Feuchtmittelzusätzen kann der Drehzahlbereich, in dem dieser Effekt auftritt, verschoben werden.